# A tolonc
A tolonc is een Hongaarse dramafilm uit 1915 onder regie van Michael Curtiz.

## Verhaal
Liszka wordt opgevoed door haar oom op het platteland, omdat haar ouders gestorven zijn. Op zijn sterfbed vertelt de oom dat haar moeder eigenlijk al jaren in de gevangenis zit. Liszka gaat vervolgens in de grote stad als kamermeisje aan de slag bij een rijke familie. Wanneer de zoon er verliefd wordt op het meisje, gooit de vrouw des huizes haar op straat. Ze keert terug naar haar geboortedorp. Liszka weet echter niet dat haar moeder intussen is teruggekeerd om haar te zoeken.

## Rolverdeling
| Acteur              | Personage       |
| ------------------- | --------------- |
| Lili Berky          | Angyal Liszka   |
| Victor Varconi      | Miklós          |
| Mari Jászai         | Ördög Sára      |
| Gyula Nagy          | Angyal Pál      |
| Mariska Simon       | Kontra Fridolin |
| István Szentgyörgyi | Kontrané        |
| Alajos Mészáros     | Mrawcsák        |
| Kató Berky          | Egy úr          |
| Elemér Hetényi      | Az úr felesége  |
| István Gálosi       | Cselédközvetítő |
| Endre Kertész       | Ábris           |
| Fülöp Erdős         | Lőrinc          |
| Adorján Nagy        | Közvetítő       |
| Mihály Fekete       | Erika Thallman  |
| Wolfgang Hillinger  | Rendőrtiszt     |